# Mewen Tomac
Mewen Tomac (* 11. September 2001 in Évreux) ist ein französischer Schwimmer. Er gewann bis 2024 bei Europameisterschaften einmal Silber und einmal Bronze auf der 50-Meter-Bahn sowie zweimal Gold, einmal Silber und einmal Bronze auf der 25-Meter-Bahn.

## Sportliche Karriere
Mewen Tomac ist vielfacher französischer Meister im Rückenschwimmen. Bis 2024 schwamm er für Amiens Metropole Natation . 2024 begann er ein Studium an der University of California, Berkeley.

### Die Jahre bis zur ersten Olympiateilnahme 2021
2019 gewann Tomac bei den Junioreneuropameisterschaften die Silbermedaille über 200 Meter Rücken, über 100 Meter Rücken wurde er Vierter. Anderthalb Monate später wurde er bei den Juniorenweltmeisterschaften Dritter über 200 Meter Rücken und Vierter über 100 Meter Rücken. Ende 2019 nahm Tomac an den Kurzbahneuropameisterschaften in Glasgow teil und schied über 100 und 200 Meter Rücken im Vorlauf aus.
Wegen der COVID-19-Pandemie fanden 2020 keine internationalen Meisterschaften statt. Im Mai 2021 wurden in Budapest die eigentlich für 2020 vorgesehenen Europameisterschaften nachgeholt. Tomac wurde Fünfter über 100 Meter Rücken. Die 4-mal-200-Meter-Freistilstaffel mit Jonathan Atsu, Mewen Tomac, Enzo Tesic und Jordan Pothain schlug als Vierte mit über einer Sekunde Rückstand auf die Medaillenränge an. Zwei Monate später fanden die ebenfalls aus dem Jahr 2020 verschobenen Olympischen Spiele in Tokio statt. Über 100 Meter Rücken schied Tomac als 14. im Halbfinale aus. Über 200 Meter Rücken wurde er 25. der Vorläufe. Ende 2021 bei den Kurzbahnweltmeisterschaften in Abu Dhabi wurde Tomac mit der 4-mal-100-Meter-Lagenstaffel im Endlauf disqualifiziert. Die 4-mal-50-Meter-Mixed-Lagenstaffel mit Mewen Tomac, Antoine Viquérat, Béryl Gastaldello und Marie Wattel belegte den sechsten Platz.

### Die Jahre bis zur zweiten Olympiateilnahme 2024
Wegen der Verschiebung der für 2020 geplanten Meisterschaften nach 2021 wurden die für 2021 geplanten Meisterschaften nach 2022 verlegt. Zusammen mit den für 2022 regulären Meisterschaften führte dies 2022 zu einem sehr gedrängten Terminplan. Im Juni 2022 fanden die Weltmeisterschaften in Budapest statt. Über 100 Meter Rücken schied Tomac als Neunter des Halbfinales aus. Über 200 Meter Rücken belegte er den fünften Platz. Über 50 Meter Rücken schwamm er im Halbfinale die 13. Zeit. Anderthalb Monate später bei den Europameisterschaften in Rom erhielt Tomac eine Bronzemedaille für seinen Vorlaufeinsatz in der 4-mal-200-Meter-Freistilstaffel, im Endlauf schwammen Hadrien Salvan, Wissam-Amazigh Yebba, Enzo Tesic und Roman Fuchs. Über 200 Meter Rücken belegte Tomac den siebten Platz und über 100 Meter Rücken wurde er Achter. Zum Abschluss erreichte die Männer-Lagenstaffel in der Besetzung Yohann Ndoye-Brouard, Antoine Viquérat, Clément Secchi und Maxime Grousset den zweiten Platz. Mewen Tomac und Charles Rihoux erhielten für ihren Vorlaufeinsatz ebenfalls Silber in der Lagenstaffel. Ende 2022 fanden in Melbourne die Kurzbahnweltmeisterschaften 2022 statt. Tomac wurde Siebter über 100 Meter Rücken und Sechster über 200 Meter Rücken. Die 4-mal-50-Meter-Lagenstaffel belegte den fünften Platz.
Ende Juli 2023 bei den Weltmeisterschaften in Fukuoka wurde Tomac Achter über 100 Meter Rücken. Über 200 Meter Rücken erkämpfte er den vierten Platz. Die 4-mal-100-Meter-Lagenstaffel belegte den vierten Platz, wobei Mewen Tomac nur im Vorlauf eingesetzt worden war. Im Oktober 2023 siegte Tomac bei den französischen Kurzbahnmeisterschaften auf allen drei Rückendistanzen und über 200 Meter Lagen. Ende des Jahres bei den Kurzbahneuropameisterschaften in Otopeni siegte Mewen Tomac über 50 Meter Rücken mit 0,16 Sekunden vor dem Deutschen Ole Braunschweig und über 100 Meter Rücken mit 0,24 Sekunden vor Yohann Ndoye-Brouard. Über 200 Meter Rücken schlug Tomac als Dritter an, 0,12 Sekunden hinter dem Sieger. Die 4-mal-50-Meter-Mixed-Lagenstaffel mit Mewen Tomac, Florent Manaudou, Béryl Gastaldello und Charlotte Bonnet wurde Zweite hinter dem italienischen Quartett. Für ihren Einsatz im Vorlauf erhielten auch Stanislas Huille, Mary-Ambre Moluh und Analia Pigrée eine Silbermedaille.
Bei den Olympischen Spielen 2024 in Paris schied Mewen Tomac im Halbfinale über 100 Meter Rücken als 15. aus. Über 200 Meter Rücken erreichte Tomac das Finale und belegte den vierten Platz mit einer halben Sekunde Rückstand auf die Medaillenränge.